# Fire (album)
Fire er det andet studiealbum fra det danske rockband Black City. Albummet blev udgivet i Danmark den 25. februar 2013 på Mermaid Records / Sony Music.
Albummet indeholder 11 spor, hvoraf de to blev udgivet som single.

## Historie
Efter det selvbetitlede debutalbum Black City som udkom i 2010, begyndte bandet i foråret 2012 at skrive nye numre til en efterfølger. Bandet havde siden 2010 skiftet pladeselskab, og havde nu etableret et samarbejde med Mermaid Records / Sony Music. Indspilningerne til det nye album foregik i Grapehouse Studios på Gammel Kongevej i København fra oktober 2012 til januar 2013, hvor den kendte rockproducer Nick Foss skruede på knapperne som producer.
Den første single fra albummet hed "Here Comes The Rain", og udkom den 4. februar 2013, samtidig med at en musikvideo blev frigivet på Youtube. Selve albummet havde release den 25. februar 2013, og udkom på cd, vinyl og digitalt. Den næste single, "Fire" udkom først den 4. december samme år. Dette skete samme dag som bandet fremførte nummeret i TV 2 programmet GO' Morgen Danmark i Tivoli.
I december 2013 blev albummet nomineret som "Årets Danske Hard Rock-udgivelse" ved GAFFA-Prisen, sammen med Volbeat og Pretty Maids nye udgivelser fra det år.

## Modtagelse
Albummet fik flere gode anmeldelser og blev generelt godt modtaget af de danske musikkritikere. Rockmagasinet Rockfreaks gav syv ud af ti stjerner, og skrev blandt andet: 
| Citat | “Fire” is a hard rocking record without any bullshit, associating to driving down Californian highway 360 on a hot summer day in your Mustang Convertible. | Citat |
|       | |       |

Morten Nissen fra Lydtapet gav tre ud af seks stjerner, og mente at: "...Nick Foss’ rutinerede rockøre har været en styrke, men muligvis også en hæmsko for Black City." Derimod var BTs anmelder Steffen Jungersen anderledes begejstret for Nick Foss' produktion, og gav albummet fem ud af seks stjerner og skrev: 
| Citat | Attituden er på plads, spillet er på plads, Nick Foss’ produktion er glimrende, kærligheden til musikken er på plads, og – vigtigst – sangene holder stort set hele vejen. | Citat |
|       | |       |

Gaffas Michael Jose Gonzalez gav også Fire fem ud af seks stjerner, med følgende ordlyd: "Der er ikke så meget pis med Black City. Der er ingen dybe tallekner, der skal genopfindes, det handler derimod at skrue underholdningsværdien i vejret, træde speederen i bund og så ellers levere en gang kvalitetssange".

Rockmagasinet Metalized havde næste fuldt hus på stjernerne da de anmeldte albummet, da de gav ni ud ti, og skrev: 
| Citat | "Fire” cementerer Black Citys plads blandt de bedste danske rockbands (…) Musikken er og bliver et pletskud! | Citat |
|       | |       |

Det finske musikmagasin Stalker Magazine var endnu mere imponerede. De gav ti ud og ti hjerter til Fire, og skrev i sin konklusion af anmeldelsen: "This is an album full of great songs, so that it may be hard to pick just a single favorite – and this is exactly how it should be with a really good album!"

## Produktion

### Personel

#### Band
- Bjørn Poulsen - Lead vokal, guitar og tekster
- Kristian Klærke - Guitar, kor
- Jakob Bjørn Hansen - Trommer, kor
- Anders Borre - Bas, akustisk guitar og kor

#### Produktion
- Nick Foss - Produktion

## Sporliste
1. If I Ever Go Down – 2:57
2. Fire – 3:48
3. Pretend Not to Feel Right – 3:17
4. The Day My Hero Died – 3:29
5. Here Comes the Rain – 3:55
6. Hey Now – 5:53
7. Awakening – 3:57
8. How to Smile With a Broken Heart – 3:21
9. Shoot Straight – 3:31
10. Here Is to You – 3:57
11. Mountain – 5:13

### Singler fra albummet
1. Here Comes The Rain
2. Fire